# يو إف سي ليلة القتال: بيلفور ضد هندرسون 3
يو إف سي ليلة القتال: بيلفور ضد هندرسون 3 (بالإنجليزية: UFC Fight Night: Belfort vs. Henderson 3)‏ (المعروف أيضًا باسم يو إف سي ليلة القتال 77) هو حدث لفنون القتال المختلطة نظمته يو إف سي، وأُقيم في 7 نوفمبر 2015، على جيناسيو دو إيبيرابويرا في ساو باولو، البرازيل.